# Helen Magill White
Helen Magill White (ur. 28 listopada 1853 w Providence, zm. 28 października 1944 w Kittery Point) – amerykańska pedagożka, pierwsza w Stanach Zjednoczonych kobieta z tytułem doktora.

## Życiorys
W 1859 roku wraz z rodziną przeprowadziła się do Bostonu, gdzie się kształciła. W 1877 roku obroniła doktorat na Uniwersytecie Bostońskim, stając się tym samym pierwszą w Stanach Zjednoczonych kobietą z tytułem doktora. Od 1877 do 1881 studiowała na University of Cambridge, a po powrocie do Stanów Zjednoczonych była dyrektorką jednej z prywatnych szkół w Pensylwanii.
Sprzeciwiała się przyznaniu praw wyborczych kobietom.

## Życie prywatne
Jej mężem był dyplomata Andrew Dickson White, którego poślubiła w 1890 roku.